# オリエンタル (プロレスラー)
オリエンタル（Oriental）のリングネームで知られるノエ・アストロ・モレノ・レオン（Noé Astro Moreno León、1972年12月6日 - ）は、メキシコ出身のプロレスラー。
2010年7月まで覆面レスラーとして活動していた。
父は元レスラーでアレナ・アステカ・ブドーカンのプロモーターだったアルフォンソ・モレノ、兄弟にはモレノ4姉妹といわれるロッシー、エステル、シンティア、アルダ・モレノ（オリエンタルはシンティアとアルダの間）がおり、他に16人いるという。イホ・デル・ドクトル・ワグナーは甥（ロッシーの息子）。

## 来歴
父とブルー・パンテル、ドクトル・ワグナー等にルチャ・リブレを学ぶ。1992年10月23日にメヒコ州ネサワルコヨトルにてアレナ・アステカ・ブドーカンでデビュー。その後、UWA、IWRG、EMLLを転戦し、1999年9月からはAAAに突如登場。
日本には1993年10月のみちのくプロレスへの初来日を皮切りに、CMLL JAPANや大阪プロレスのリングにも上がった。大阪プロレスではテクニコのメンバーで活躍。2000年にはスーパーJカップにも参戦。
2009年にはフリーとなりインディー団体を転戦。
2010年7月にコントラ・マッチでミスティコに破れ、デビュー以来マスクマンであったが素顔となった。

## 得意技
- 場外ヘッドシザーズ・ホイップ
- 場外サマーソルトセントーン
- トップロープ飛び付きフランケンシュタイナー

## 獲得タイトル
- アレナ・アステカ・ブドーカン・ウェルター級王座
- CMLL JAPANタッグ王座（パートナーはツバサ）
- AAA世界混合タッグ王座 : 2回（パートナーはシンティア・モレノ）
- UWA世界ウェルター級王座
- IPWメキシコ・ライト級王座
- MWF認定世界ジュニアヘビー級王座